# Andali
Àndali (Andalli in arbëreshë) è un comune italiano di 596 abitanti della provincia di Catanzaro in Calabria e fa parte delle comunità minoritarie arbëreshë in Italia, inoltre è inserito nella Comunità Montana della Presila Catanzarese, oggi in liquidazione, e nella Regione Agraria n. 8 delle Colline Litoranee di Catanzaro. Ha una superficie di 17,9 km² e sorge a 650 m sul livello del mare alle pendici sudorientali della Sila Piccola.

## Origini del nome
Il nome attuale potrebbe derivare dal dialetto riferendosi al termine anda, ossia terreno incolto. Secondo un'altra ipotesi potrebbe derivare dalla lingua arbëreshe usata dai suoi abitanti.

## Storia
Al momento dell’insediamento albanese, Andali aveva il nome di "Villa Aragona" perché apparteneva agli Aragona, Duchi di Montalto. Secondo Domenico Zangari, a insediarsi a Villa Aragona furono dei coloni albanesi di Vaccarizzo in Montalto o più probabilmente di Zagarise. Visto che nelle tassazioni precedenti al 1553  non si accenna al casale di "Villa Aragona", possiamo presumere che quest’ultima sia stata fondata da Antonio d’Aragona Cardona, duca di Montalto dal 1553 al 1574  e che spetta proprio al Duca il nome che inizialmente fu dato al casale.
Le prime notizie sul casale di "Villa Aragona" le troviamo nel Conto del Regio Thesoriero di Calabria Ultra dell’anno 1579-1580 dove il casale è citato come "Vill’Aragonie di la Cerda". Ed ancora nell'Introyto per li fochi Albanesi che pagano per mita la dett'impositione, dove il casale è tassato per 12 fuochi.
Ormai solo pochi abitanti preservano la lingua arbëreshë, dopo aver perso la cultura ed il rito bizantino-greco.
Ha subito una forte emigrazione che ha ridotto la popolazione ad un terzo rispetto a quella del 1961. Nel corso della sua storia istituzionale il Comune di Andali ha subito due modifiche territoriali perdendo nel 1850 la frazione di Cerva e nel 1957 la frazione di Botricello.

### Simboli
Lo stemma del Comune di Andali si blasona:

## Società

### Evoluzione demografica
Abitanti censiti

## Economia
La stragrande maggioranza della popolazione attiva è impiegata nei servizi siano essi pubblici o privati. È presente, in particolare, una forte tradizione nel settore alberghiero e della ristorazione ed in passato anche nel commercio ambulante. Numerosi i pensionati che costituiscono ormai il 40% dell'intera popolazione residente. Inoltre, su gran parte del territorio comunale insistono diverse aziende agricole dedite alla produzione olivicola e del grano oltre ad attività agrituristiche. Nel 2019 è stato realizzato un importante parco eolico, di proprietà di Andali Energia S.p.A., con una capacità produttiva di 36 MWh, che sommato ai numerosi impianti fotovoltaici presenti sulle strutture comunali e sui tetti delle abitazioni fa di Andali un comune "verde".

## Infrastrutture e trasporti
Il centro abitato è attraversato dalla strada provinciale n.6 che lo collega a Cerva e Botricello e quindi alla strada statale SS106. Dista 15 minuti dalla spiaggia del mare Ionio, 45 minuti dall'aeroporto internazionale di Lamezia Terme. Il capoluogo regionale Catanzaro è a circa 40 km, Crotone dista 50 km.
Il paese è dotato di servizi sportivi quali un campo da calcetto in erba sintetica realizzato nel 2008, un campo da tennis realizzato nel 2011, una palestra all'aperto (2019), una pista per l'attività motoria (2019), un campo da padel (2022), oltre ad altri servizi quali un eliporto (2012), tre case vacanza comunali (12 posti letto) e quattro agriturismi ubicati in contrada Vescovo a 4 Km da Botricello, in contrada Pagani a 5 Km da Andali, in contrada Furca ed infine in contrada Colla nei pressi del paese. È presente una biblioteca comunale intitolata a "Giuseppe Gangale" che è stata  arricchita anche dai volumi della biblioteca comunitaria parrocchiale "don Carmelo Lo RE", una casa delle associazioni intitolata a Suor Maria Annunziata Stanizzi", un centro diurno ubicato all'interno dell'ex palazzo municipale completamente ristrutturato nel 2012.

## Amministrazione
| Periodo           | Periodo           | Primo cittadino     | Partito                                        | Carica                     | Note |
| ----------------- | ----------------- | ------------------- | ---------------------------------------------- | -------------------------- | ---- |
| 23 aprile 1995    | 24 maggio 1998    | Vincenzo Marchio    | lista civica "Ramoscello d'Ulivo- a frascuzza" | sindaco                    |      |
| 24 maggio 1998    | 27 maggio 2002    | Tommaso Carlo Dara  | lista civica "Rinascita per Andali"            | sindaco                    |      |
| 27 maggio 2002    | 28 maggio 2007    | Tommaso Carlo Dara  | lista civica "Rinascita per Andali"            | sindaco                    |      |
| 28 maggio 2007    | 7 maggio 2012     | Giuseppe Costantini | lista civica "Voltiamo Pagina"                 | sindaco                    |      |
| 7 maggio 2012     | 4 ottobre 2014    | Giuseppe Costantini | lista civica "Andali Domani"                   | sindaco                    |      |
| 4 ottobre 2014    | 31 maggio 2015    | Pietro Antonio Peta | lista civica "Andali Domani"                   | [sindaco facente funzioni] |      |
| 31 maggio 2015    | 21 settembre 2020 | Pietro Antonio Peta | lista civica "Andali Bene Comune"              | sindaco                    |      |
| 21 settembre 2020 | in carica         | Pietro Antonio Peta | lista civica "Andali Bene Comune"              | sindaco                    |      |

L'Amministrazione comunale è retta dal sindaco dott. Pietro Antonio Peta, esponente della lista civica Andali Bene Comune. Le elezioni si sono svolte il 20 e 21 settembre 2020 e i risultati hanno confermato per la quarta volta consecutiva l'attuale maggioranza consiliare.